# Samsung Galaxy Ace 2
Samsung Galaxy Ace 2 (GT-I8160) — смартфон середнього класу компанії Samsung на операційній системі Android. Був випущений в лютому 2012 року і є продовженням легендарного Samsung Galaxy Ace. У лінійці виробника смартфон знаходиться між Galaxy Ace Plus і Galaxy S Advance. Специфікації включають в себе: процесор NovaThor двоядерний U8500 частотою 800 Мгц і графічний процесор Mali 400MP 400МГц, PLS дисплей 3,8 дюйма з роздільною здатністю 800х480 пікселів, 768 МБ оперативної пам'яті і 4 ГБ вбудованої. Смартфон оснащений 5-мегапіксельною камерою з автофокусом і LED спалахом і фронтальною 0,3-мегапіксельною для здійснення відеодзвінків.

## Характеристики
- Процесор: STM NovaThor U8500 (два ядра, архітектура ARM Cortex-A9) з тактовою частотою 800 МГц
- Графічний прискорювач: ARM Mali-400 MP
- Оперативна пам'ять: 768 мегабайт LP-DDR2 (використовується тільки 555 МБ (В 4.1.2 JB використовується 624 Мб через особливості прошивки)[джерело?])
- Акумулятор: літій-іонний, 1500 мА·год
- Дисплей: PLS TFT, 3,8 дюйма, роздільна здатність 800х480 пікселів (246 точок на дюйм), 16700000 кольорів
- Основна камера: 5 мегапікселів, автофокусом, світлодіодний спалах (запис відео з роздільною здатністю 720p (HD), фотознімки до 2560х1920 пікселів.
- Фронтальна камера (для відеодзвінків): 0,3 мегапікселя (VGA), не оснащена автофокусом.
- Мультитач: 8-дотичний (в деяких пристроях цей показник може змінюватися)
- Операційна система: Android 2.3.6 (Gingerbread).

У вересні 2012 року компанія Samsung офіційно оголосила про вихід Android 4.1.2 Jelly Bean для Ace 2 минаючи Android 4.0 ICS. 1 квітня 2013 Samsung офіційно оновила пристрій до Android 4.1.2 Jelly Bean. З новою прошивкою смартфон працює більш плавно і швидко.[джерело?] Прошивку випустила Португалія для стільникового оператора TMN. Прошивка має деякі попередньо операторські додатки, змінений екран завантаження, а також фірмову оболонку TouchWiz Nature UX і деякі фішки[що це?], які так само інтегровані в Samsung Galaxy S III. Наприкінці травня 2013 Samsung офіційно випустила оновлення для Великої Британії, доступне через фірмовий додаток для синхронізації з ПК (Samsung Kies). 16 липня 2013 оновлення операційної системи до Android 4.1.2 офіційно вийшло для України. 